# Irena Lichnerowicz
Irena Lichnerowicz   () és una diplomàtica polonesa, ambaixadora de Polònia a Xipre des del 5 de setembre de 2018, substituint Barbara Tuge-Erecińska.

## Biografia
Irena Lichnerowicz-Augustyn es va graduar en Filologia anglesa a la Universitat Nicolaus Copernicus de Toruń. També va estudiar a la Universitat d’Angers (Lettres et Sciences Humaines) i va cursar el màster a la Universitat de Bath amb el programa European Studies-Euromasters.
El 1999 va començar la seva carrera a la Cancelleria del president de la República de Polònia, inicialment com a experta a l'Oficina d'Afers Exteriors i després a la divisió de protocols presidencials. El 2005 va començar la seva carrera diplomàtica al Ministeri d'Afers Exteriors. Des de desembre de 2014 fins a 2018 va ser la directora de la Divisió de Protocol. Va ser responsable d’organitzar i coordinar esdeveniments com la Cimera de l’OTAN a Varsòvia el 2016 i les Jornades Mundials de la Joventut el 2016. El 5 de setembre es va convertir en ambaixadora a Xipre. Va presentar les seves credencials el 14 de novembre de 2018.
A més del polonès, parla anglès, francès, italià i, fins a cert punt, alemany i rus. Està casada, amb una filla.

## Guardons
- Creu del Mèrit de Plata (Polònia, 2012)[4]
- Creu d'Oficial de l’Ordre de Leopold II (Bèlgica, 2004)[2]
- Creu del Mèrit amb Cinta de l'Ordre del Mèrit (Alemanya, 2005)[2]
- Comandant de l’Orde del Lleó de Finlàndia (2015)[2]
- Gran oficial de l'Orde de la Corona (Bèlgica 2015)[2]
- Comandant de l'Orde al Mèrit de la República d'Itàlia (2014)[5]
- Creu del Comandant de la Reial Orde del Mèrit de Noruega (2016)[6]